# Roland van Schelven
Roland van Schelven (* 14. November 1950 in Gouda) ist ein niederländischer Politiker der Democraten 66.

## Werdegang
Van Schelven war Lehrer für Englisch am MBO College Gouda und später Lehrer für Kommunikationsfähigkeit am ROC ID College. Von 2002 bis 2006 war er Ratsmitglied in Gouda und Beigeordneter der Gemeinde. Im August 2006 wurde er zum Bürgermeister von Culemborg ernannt. Seit dem 5. September 2017 ist Van Schelven Bürgermeister der Gemeinde Bunnik.
Er ist verheiratet und hat zwei Töchter.